# 古籍研究社系列
系列（直译为古籍研究社系列），是日本推理作家米澤穗信所著、以「古籍研究社」（日语：古典部）為中心的推理小說系列，於2001年11月開始由角川書店出版至今。正體中文版由獨步文化代理發行；简体中文版由天聞角川代理發行。
2001年10月31日，古籍研究社系列首部作品《冰菓》（日语：氷菓），透過角川Sneaker文库的叢書品牌《Sneaker Mystery 俱乐部》初次發行。其後穫得了轻小说新人獎和角川学园小说大赏的少年推理小說&恐怖部門獎勵賞，亦於次年發行第2部作品《愚者的片尾》。但由於銷售額沒有持續增長，又隨著《Sneaker Mystery 俱樂部》自體受挫，導致續篇不能發表的狀態。
在此之后，被东京创元社出版的另一部作品《再见，妖精》发售后大获好评。2005年，第3部《庫特利亞芙卡的順序》以单行本的形式发行，前兩部亦被角川文库重新装帧后再次出版，此後的系列作品則先以单行本形式出版再文库化。作者說，可能角色高中毕业以后，故事仍會继续發展。
2011年11月，京都動畫宣佈製作電視動畫，取该系列首卷的标题《冰菓》为题，並於2012年4月至9月播出。於2016年3月3日，在由Kakaku.com舉辦的話題動畫人氣投票企劃「最喜歡的京阿尼歷年TV動畫是哪一部？」中榮獲第1名。2017年11月3日宣布真人電影上映。2022年2月，公佈系列新作資訊。

## 故事大綱
在各個憧憬展開玫瑰色高中生活的學生之中，折木奉太郎卻是一個“灰色的節能主義者”，認為“沒必要的事不做，不得不做的事，就盡快解決”。本應沒有興趣參加課外活動的他，卻因為姊姊的要求而加入了其學校神山高中的「古籍研究社」。該部今年招攬到奉太郎在內的四名新社員，包括其好友福部里志、不太親近的舊同學伊原摩耶花、以及好奇心旺盛的千反田愛瑠，成功避過廢社危機。然而，眾人隨即捲入45年前的謎團之中。當年突然被退學的社長，留下了一本社刊《冰菓》，內裡竟隱藏著一些引人落淚的訊息。
隨之以後，四人在高中的日常中觸及不同的謎題。為了滿足愛瑠的求知慾，奉太郎不得不為遭遇的事情想出一個合理的解釋。時而久之，奉太郎的節能主義不停受到衝擊。

## 登場人物

### 古籍研究社
故事的重心，其四位成員也是故事的主要角色。平時沒有甚麼主要活動。其成員如有空閒時，不時會光顧一下社辦，如奉太郎便常常在放學後去社辦看書。位置於神山高中專科大樓四樓的地球科學教室，可說是神高最偏僻的地帶。
折木奉太郎（Oreki Houtarou，聲：中村悠一，扮演：山崎賢人）
本作男主角、主要叙事者，初登场时为15岁，神山高中1年B班 → 2年A班（文科）。留著深棕色的頭髮，有著綠色的瞳孔。
擁有出色的洞察力和推理能力，但自認是個再平凡也不過的灰色高中生。信奉「節能主義」，處事低調、鮮少發揮，不願做任何會讓自己消耗能量的事情，對於別人過份的期待更是絕對敬謝不敏。
進入神山高中前，在抱持著「高中時做過的事毫無意義」的想法（例如：即使加入棒球社並打入甲子園，也不會成為職棒選手）下，對校內的社團活動幾乎沒有興趣；然而在遭絕不可違抗命令的姊姊供惠「建議」（近乎威脅）下，加入了即將廢社的古籍研究社，成為四位成員之一。
在各個事件中擔當「偵探」的角色，對於愛瑠迎面襲來的好奇心與委託，多半無法脫身。為了撫平愛瑠排山倒海般的疑問，常不由自主地順應愛瑠的意思，開始分析日常生活中的謎團，提出最具可能性的假說並找出真相。
在「節能主義」的影響下，社交活動少。即便是古籍研究社的成員，也僅是和里志保持了較持續的交流，與摩耶花和愛瑠在很大程度上僅止於必要的熟悉而沒有進一步的深交，對三人在其餘時間的活動幾乎一無所知。
故事中後期數度展現了其對愛瑠所抱有的特殊情感。奉太郎在生雛祭為裝扮成皇后人偶的愛瑠撐傘，結束後與愛瑠對話時在心中表明對其有好感，但沒有說出口，在CD廣播劇『コ』のつくものを用意しろ中也較於正片坦率地說出對千反田cos照片的想法。
祭典過後，愛瑠前來探望生病的奉太郎（她是社內第一個來過奉太郎家的）；其後在古籍研究社成員到奉太郎家慶生時，兩人下意識隱瞞了愛瑠曾來過奉太郎家這件事。之後兩人在荒楠神社觀看生雛祭的照片時，奉太郎談起了小學六年級的事，即為何堅持節能。高二的暑假時，受伊原之託尋找失蹤的千反田，透過自稱是千反田的姑姑的橫手女士提供線索，最終找到千反田並推測其失蹤的原因，在得知真相後，心中突然有劇烈的情緒起伏。
故事發展至今直仍未仔細描繪出其家庭結構，目前僅能確定和父親以及長年在世界各地旅行的姊姊同住。
象徵塔羅牌中的「力量」。
在《名偵探柯南》單行本第83卷當中，出現在一向用來介紹著名偵探人物的“青山剛昌的名偵探圖鑑”中。
千反田愛瑠（Chitanda Eru，聲：佐藤聰美（日本），扮演：廣瀨愛麗絲）
本作女主角，神山高中1年A班 → 2年H班（理科）。当地富農千反田家的大小姐，黑長直的披肩秀髮，薄唇﹑臉龐清秀，身材高挑纖弱，與整體印象不符的紫色大眼，性格多愁善感，嗅覺敏銳，夜視能力佳。氣質優雅細膩，加上言談中經常使用敬語，故給人大家閨秀的印象。
為了調查失蹤的關谷純多年前高中退學的原因，加入古籍研究社並擔任社長。是引發各項事件的核心人物。縱然愛瑠已經建立了理性的思維系統，但對被謎題掩蓋、看不清真相的事物和經歷充滿好奇心，卻沒有解決這些問題的手段，因此經常說出令奉太郎困擾或驚訝的發言，會直接展現出她對世間萬物的那股旺盛好奇心。光彩奪人，最能反映出她的真實性格。
憧憬有兄弟姊妹的生活，很想要個兄弟姊妹，像是很尊敬的姊姊或是可愛的弟弟。覺得有個能夠推心置腹的人在身邊陪伴自己成長是件很美好的事情。
某天和奉太郎在活動室獨處，相互交談起了性格。愛瑠對奉太郎無所不能的推理能力很稱讚，但奉太郎死不承認，於是隨即利用放學後的校園廣播做起了推理遊戲。起初愛瑠對奉太郎的推理表示很不滿意且生氣；後奉太郎重新推理，得到了基本滿意的解釋。第二天奉太郎看到報紙，證實昨天的推理是正確的。
元旦新年期間，愛瑠邀請奉太郎去神社拜年；但在幫神社工作人員拿東西時，不小心被管理大叔鎖在木倉庫中。擔心造成誤會而拒絕了奉太郎的向外頭呼救的提議，最終利用自己的藍色包裹向摩耶花和里志傳遞了自己受困的訊息，成功得救。
情人節期間，將摩耶花準備送給里志的巧克力「遭竊」的責任歸咎到自己身上而自責不已。後追上摩耶花道歉，從摩耶花口中得知事件的真相。曾對奉太郎暗示，想送巧克力給他。對於奉太郎抱持著別樣的情感；然而其情感所向在原著小說中的表現並不明朗，電視動畫版中則稍明。
一如往年在生雛祭扮演皇后的雛人偶，並邀請奉太郎擔任撐傘人。只是原定的巡遊路線因長久橋施工而出現變故，箇中原因在祭典結束後透過奉太郎的推理分析得到了答案。在送走奉太郎途中，促心交談，坦言早在文化祭期間，就自知為身邊的人帶來不少麻煩，明白以自己的個性並不適合經營公司；可是作為千反田家的獨生女，仍然想做好自己應盡的本份，為家族及小鎮的未來發展而努力，故此經過再三反覆思量後，最終決定開發價值更高的農作物，放棄了擴大家業的戰略經營模式，因而選擇了理科；二人的交談在櫻花飛舞的薔薇色夕陽下結束。在高二時的暑假因自身壓力，在合唱祭中遲到且毫無音訊，折木找到後推測出自己遲到的原因，並以一句話表示默認。
出現的劇情很多，也常常是促使折木進行推理的人，可是劇情中卻極少提到關於自己的事，目前已有推測下一部新作將會是關於千反田愛瑠的劇情。
其口头禅为，从而成为推动折木去进行推理活动的诱因。
象徵塔羅牌中的「愚者」。
福部里志（Fukube Satoshi，聲：阪口大助，扮演：岡山天音）
神山高中1年D班 → 2年D班。身高略矮於一般男生，外型稍微女性化。從小就不受他人影響，無論周遭發生甚麼事情，仍舊能一臉笑容的保持開朗。
經常隨身攜帶裝有各種物品的提袋，時尚和風格方面均十分奇特。因為喜歡騎自行車，使得腳力得到相當程度的鍛鍊。要說古籍研究社裡的毒舌，第一肯定是伊原，只不過里志的舌鋒其實也不遑多讓。有一個妹妹，是個比里志更旁若無人、我行我素的怪人。奉太郎估計，里志的妹妹會和供惠很投緣。
擅長收集整理各種雜學，從現代史到推理小說方面無不有所涉獵，卻不擅長將各種訊息線索統合起來。另外，雖然擁有相當豐富的雜學知識，但是對正式的課業沒半點興趣，所以成績吊車尾。溫泉旅行時，奉太郎認為里志僅僅是為了抄小道就滑下山崖的行為，正是里志本人最典型的寫照。
中學時因對奉太郎的的獨有人格感興趣而主動接近，慢慢就變成長期來往。在尋找神高祭真相時，對奉太郎所表現出來的推理能力感到驚奇。羨慕奉太郎的推理天賦並鼓勵其發揮，但因未能擁有如此能力而頗有不甘。非常喜歡與摩耶花相處，但對摩耶花的求愛總是加以巧妙推託。
曾一度非常執着勝負，努力地去掌握多方面的知識亦是為了能辯倒他人；隨人格發展開始認為這種心態非常幼稚並為過去的自己感到羞恥，轉而堅持「不執著」的心態，並因為再也沒有執着的事物而感到肩頭一輕，得以用較輕鬆的態度對待生活。對於自己執著於某事物時感到的心理壓力，成為他雖然對摩耶花有好感卻遲遲不回應心意的原因。後在高一升高二之際與摩耶花確認戀人關係。
象徵塔羅牌中的「魔術師」。
伊原摩耶花（Ibara Mayaka，聲：茅野愛衣，扮演：小島藤子）
神山高中1年?班 → 2年C班。擔任圖書委員。漫畫研究社社員；後來因里志的緣故而進入古籍研究社。
雖然有著一副可愛的娃娃臉，但其實是古籍研究社的首席毒舌；無論什麼事情都不隨便妥協，對犯錯者的態度都頗為嚴厲，不會輕易寬恕他人疏失的同時，對自己也同樣苛刻，經常檢視自己是否犯了錯。除了身高多少有點改變外，在奉太郎的印象中，伊原從小學開始就沒怎麼變化。在小學時稍微成熟的外表，在成為高中生之後則稍嫌稚嫩。和善名姊妹坐在一起時，給人產生如三姊妹般的錯覺。
雖然和奉太郎是小學到中學長達九年的同班同學，但兩人的交情並不深，摩耶花會開始注意奉太郎也是因為里志。受到中學畢業前的事件影響，摩耶花一開始對抱持節能態度的奉太郎不以為然，直到其展現推理能力時才稍微改觀。有時甚至會因為愛瑠的好奇心，一起向奉太郎施加壓力。從中學起就一直很在意里志，本人也對這點毫不隱瞞，大方承認；但一直被里志躲避著這個問題。經過手作巧克力事件後，在高一升高二之際與里志確認戀人關係。
神高祭三天在漫研社內扮演知名漫畫中的角色。第一天為萩尾望都《第11人!》中的法羅貝里切利·法羅，第二天為赤塚不二夫《甜蜜小天使》中的加賀美厚子，最後一天則扮手塚治虫《七色鸚哥》中的千里万里子。
喜歡在關係親近的人名字加上“小”：在本篇中，稱里志為“小福”，稱愛瑠為“小千”，稱呼奉太郎則是直呼其姓“折木”；在高二時與一度加入古籍研究社的高一學妹大日向關係最好，稱其為“小日”。曾被里志吐槽社團內部存有差別待遇。
象徵塔羅牌中的「正義」。

### 古籍研究社相關者
除主要人物以外，有較多次登場的人物。
折木供惠（Oreki Tomoe，聲：雪野五月）
比奉太郎年長5歲的姊姊。現為大學生，過去亦曾是神山高中古籍研究社的社員，於高中畢業兩年後的一次外遊期間，獲悉奉太郎同樣考上神山高中後，便以書信勸誘對方加入古籍社。在動畫版登場時被刻意遮住長相。是合氣道和警察擒拿術的高手，洞察力和推理能力也很强。喜歡捉弄奉太郎，在性格上有些若無旁人，但對奉太郎十分關心。在奉太郎还没有加入古籍研究社以前是他唯一的痛处。
故事当初历曾访中东、东欧等地，時常以航空邮件和电话联系的形式出現。曾在奉太郎消極地想實行節能主義時對他說：「一定會有誰出現，讓你的假日結束的。」或許姊姊早就料到，奉太郎會因為「某人」的出現而發生改變。雖然很多方面看來都可以說是個怪人，只不過奉太郎仍然認為這個姊姊很優秀，感覺只要是與她相比，無論在任何領域自己都不會有勝算；話雖如此，奉太郎一直也沒有想要贏她的意思。
- 第二卷中（動畫版第8及第11集時），跟入須學姊用疑似即時通的東西聊天，ID是「A.TA.SHI」。
- 第三卷中，回到日本並探访神山高中的文化祭活动。（動畫在11.5話中首次登場。）
- 第四卷中，介紹她在上大學之前，喜歡到神社參加每年的新年參拜，每次都帶著奉太郎。考大學那段時間，曾花幾個小時把奉太郎帶到了遠隔千里的天滿宮，命令他為她考試合格祈願，自己卻沉浸在抽籤遊戲中，一個護身符都沒買。另在情人節時，給奉太郎送了“憐憫的巧克力”。
- 第五卷中，介紹她曾改裝過招財貓使它的眼睛能發出激光，變成了控制頂燈的遙控器。並在奉太郎生日當天，告知奉太郎下午兩點半之前要待在家裡。

入須冬實（Irisu Fuyumi，聲：尤加奈）
神山高中2年F班的女學生。家族是聯合病院的經營者。由於離神山高校只有五分鐘腳程，所以是校內傷患者的就醫首選。與千反田家之間有著很多年的家族交情，千反田亦自言從小就受到入須很多照顧。
神情冷峻，長相漂亮，還具備領導才能，渾身散發著強大的女王氣場。據說在她身邊的人，總有一天會變成她的棋子，服從她的命令，故有「女帝」的外號。在文化祭總務委員會中，讓對問題有著片面見解的人依序發言，從而引導解決了問題，成功調解輕音部與演劇部的爭執，手法深受里志敬佩。對奉太郎的推理能力非常肯定，並且不同意他把這種天賦稱作運氣。曾經憑藉巧妙的誇獎和誘惑令折木自動為她解決了劇本的結尾的本意。是個能夠合理利用自己身邊的所有條件達成目的的腹黑學姊。
曾經教過千反田讓被請求的人感覺到被“期待”以達到更好的獲得幫助的效果，以及盡可能在沒人的地方，拜託異性，但是在千反田實際操作後發現不行，認為千反田做好自己的風格是最好的，多增加些手段反而會引起不快。在文化祭上幫助古籍研究社出售過社刊《冰菓》。
經常通過網路與折木供惠聯繫。在生雛祭中飾演天皇。象徵著塔羅牌中的“女帝”。
遠垣内將司（Tougaito Masashi，聲：置鮎龍太郎）
神山高中3年E班的男學生，前壁報新聞社社長，負責出版一本歷史悠久的校內刊物——《神高月報》。高中2年級時曾與千反田在萬人橋先生家中見面。
有在壁報新聞社活動室抽菸的習慣，但礙於教育界名門之後的身份，所以不但會在抽菸前把門鎖上，更於部室門口的走廊兩旁裝有紅外線感應器，以便早一步清除菸味，盡量避免給人發現自己違反校規的事。不過仍然被前來找學會舊文集的奉太郎發現，還遭到對方恐嚇，最後只好替對方將藏在藥品保險箱內的舊《冰菓》文集全部搬移至古籍研究社的社團活動室。
十文字香穗（Juumonji Kaho，聲：早見沙織）
神山高中1年D班的女學生，占卜研究社社长。家族是神山市內的一座古老神社的宫司。
非常喜歡圖書館，清爽的頭髮與戴著框架小眼鏡是她的個人特徵，左眼下有一小顆淚痣。家族與千反田家有交情，本人也對愛瑠很親近。在文化祭的時碰巧遇見愛瑠，便邀請她做個占卜。知道愛瑠喜歡神秘的事物，特意將十文字的事情告訴她，但她與十文字事件沒有關係。
澤木口美崎（Sawakiguchi Misaki，聲：伊瀨茉莉也）
神山高校2年F班的女學生，天文社成員。性格明朗又古怪，皮膚略為黝黑，頭上扎著兩個極具性格的髮髻，全身都散發著不協調氣息。偶然會畫插畫。當以義大利語：對人打招呼時，會要求對方用相同方式作回應。
初期擔任電影製作的宣傳組工作，負責製作宣傳海報。後期自願擔任偵探角色，卻搞不清楚「驚悚片」和「懸疑片」的分別。
《古籍研究社》系列的每一卷中，總會以各種形式出來客串：
- 第一卷 第三章(#02話)－值得誇耀的古籍研究社之活動：《神山高中五十年的軌跡》上一週的借書人（從借閱卡中得知）。
- 第二卷 第四章(#09話)－「Bloody Beast」：第三位擔任偵探角色協助劇情推理。
- 第三卷 第三章(#14話)－十文字事件：第三組天文社隊的第二棒。
- 第四卷 第六章(#21話)－手工巧克力事件：在折木等人找上天文社時協助釐清案情。
- 第五卷 第一章－入社申請在這兒：社團招生時，為天文社的宣傳主力。

河内亞也子（Kouchi Ayako，聲：浅野真澄）
神山高中2年级女學生，漫畫研究社社員，且是内部的权势者。《Body Talk》的原作者。
文化祭時統一裝扮成知名電玩遊戲角色，第一天扮魔域幽靈的泪泪，第二天扮龍虎之拳的金，第三天扮快打旋風的春麗（動畫版變更第一天扮侍魂的娜考露露，第三天扮餓狼傳說的不知火舞。）。
大日向友子（Oohinata Tomoko）
神山高中一年B班新生。據原著記述皮膚有些曬黑，短髮。有著看起來十分活潑，不如說是有種凜然感的面孔。為奉太郎、里志和摩耶花在鏑矢中學時的學妹。性格有點孩子氣，但不是那種令人不快的幼稚。有個開咖啡廳的表哥。家裡人不允許她打工。曾短暫加入過古籍研究社，與千反田產生誤會，雖然最後誤會得以解除，但大日向與千反田之間情況仍有點尷尬。對友情非常看重，不會輕易用「朋友」這個詞。但有個特殊的「朋友」，並非常害怕人脈廣的千反田認識這位朋友。
升入神山高校前是鏑矢中學的學生，在三年級時與一名轉學生結交，並一起去演唱會，學撞球，去岩手縣滑雪等。後來轉學生通過欺騙自己的祖父拿到錢，讓她產生了「這樣好嗎？」的想法。畢業後進入神山高中，與這位朋友分開。但是害怕人脈廣的千反田認識這位「朋友」由此產生誤會，雖然故事的最後由折木的推理解開誤會，但還是沒能入社。
在退社後仍會光顧古籍研究社社辦。

### 各系列的登場人物

#### 第一作
※ 系列小說第一部《冰菓》的登場人物；動畫版為第1〜5集中登場。
糸魚川養子（Itoigawa Youko，聲：小山茉美）
神山高中教師，負責圖書館的日常運作。現年61歲。舊姓為「郡山」，《冰菓》第二期序言的作者。1967年（昭和42年）入讀神山高中，適逄校方推行教育方針的改革，見證了六月鬥爭一事的始末。升讀高二後接替退學的關谷純擔任古籍研究社社長。
關谷純（Sekitani Jun，聲：中博史（日本，CD廣播劇版））
千反田的，關係良好，樂意回答千反田提出的任何疑問，因此給予她無所不知的印象。當千反田問起有關古籍社的事時卻表現得相當不耐煩，刻意迴避顯然是不願再次提起。因為在在數十年前的學生運動「六月鬥爭」中被迫擔任領導人，在學校武術道場火災之後黯然遭校方退學。數年前前往馬來西亞，後在孟加拉失去了消息。由於失踪超過七年，在日本法律上視為法定死亡。
奉太郎在某次睡夢中夢見關谷純回到日本並到訪古籍研究社：通過供惠的關係，從印度的日本大使館發回情報，表明了自己仍活著，且回到日本並到訪古籍研究社。
三石、神田（聲：牧野由依、三上枝織）
神山高中1年B班的學生，奉太郎的同班同學。

#### 第二作
※ 系列小說第二部《愚者的片尾》的登場人物；動畫版為第8〜11集中登場。
本鄉真由（Hongou Mayu）
神山高中2年F班的女學生。2年F班文化祭出展的自製電影中，負責寫劇本。為人認真小心，責任感強，待人溫柔。
明明沒有看過推理小說，對「懸疑」更是一竅不通，奈何卻是班中唯一畫過漫畫的人，故被委託寫一個長達一小時的劇本。為此，特意研究起懸疑學，在編寫劇本時亦有遵循著十誡、九命題、二十法則等等的推理小說創作守則。而且拍攝前更親身到過拍攝現場視察環境。由于不希望出现死人的剧情，但班级对死人剧情趋之若鹜，导致拍摄过程失控而且没参加拍摄过程，最终接受入须的建议装病躲避拍摄剧本的编制，由入须出面重新安排剧本编写。
江波倉子（Eba Kurako，聲：悠木碧）
神山高中2年F班的女學生。與本鄉真由是好友关系，被入須安排担任古籍研究社之联络员。
海藤武雄（Kaitou Takeo，聲：小西克幸）
神山高中2年F班的男學生。頭髮剪得很短，身材較其他六名演員高大的運動型少年。文化祭出展的自製電影中，擔任演員。
杉村二郎（Sugimura Jirou，聲：入野自由）
神山高中2年F班的男學生。身形纖細，戴著眼鏡。文化祭出展的自製電影中，擔任演員。
山西綠（Yamanishi Midori，聲：小清水亞美）
神山高中2年F班的女學生。曬成小麥色的肌膚，留著一把被染成栗色的披肩長髮，以一個粉色蝴蝶結綁成馬尾。文化祭出展的自製電影中，擔任演員。
瀨之上真美子（Senoue Mamiko，聲：廣橋涼）
神山高中2年F班的女學生。個子不高，臉蛋圓潤。文化祭出展的自製電影中，擔任演員。
勝田竹男（Katsuta Takeo，聲：泰勇氣）
神山高中2年F班的男學生。容貌給人良好友善的印象。一頭被漂染過的頭髮與他那老實的形象並不搭調。文化祭出展的自製電影中，擔任演員。
鴻巢友里（Kounosu Yuri，聲：茅原實里）
神山高中2年F班的女學生，校內登山學會會員。著裝樸素，說話語調沈穩，是六名演員中最矮小的一個。文化祭出展的自製電影中，擔任演員。
中城順哉（Nakajyou Junya，聲：近藤孝行）
神山高中2年F班的男學生。體格健壯。文化祭出展的自製電影中，擔任副導演，後來自願擔任偵探角色。
羽場智博（Haba Tomohiro，聲：阿部敦）
神山高中2年F班的男學生。戴著眼鏡，纖細。文化祭出展的自製電影中，負責道具，後來自願擔任偵探角色。
山內（Yamauchi，聲：寺島拓篤）
神山高中1年級的男學生，里志的朋友，數學重補修的夥伴。

#### 第三作
※ 系列小說第三部《庫特利亞芙卡的順序》的登場人物；動畫版為第12〜17集中登場。
陸山宗芳（Kugayama Muneyoshi，聲：森川智之）
神山高中2年级的男學生，學生會會長。第54屆文化祭實行委員長。是文化祭海報的作者和《暮成枯骨》的作畫者。對他而言，畫漫畫純粹是一時興起，因此在完成《暮成枯骨》後，便沒再執筆畫漫畫。
奉太郎一直把「陸山」的拼音錯唸成。
田名邊治朗（Tanabe Jirou，聲：福山潤）
神山高中2年级男學生，總務委員會會長。《暮成枯骨》後記的作者，亦是負責幫忙畫漫畫背景的人。陸山宗芳的才華讓他深切體會到「是對差距的絕望，產生對人的期望。」。一直深信只要陸山宗芳有意繼續，必能畫出超越《暮成枯骨》的作品。
被奉太郎識破其『十文字』的身份，無奈答應以總務委員會的名義幫對方買下30本《冰菓》文集，做為保密並協助完成『十文字』事件的交換條件。
湯淺尚子（Yuasa Shouko，聲：進藤尚美）
神山高中2年级女學生，漫畫研究社社長。知道《暮成枯骨》的作者身分。
安城春菜（Anjou Haruna）
原為神山高中2年级女學生，現已轉學。在校時和河內亞也子是好朋友。《暮成枯骨》的原作者。
谷惟之（Tani Koreyuki，聲：川原慶久）
神山高校1年D班男學生，圍棋社社員，剪著一頭奇怪的髮型。喜歡挑戰里志，但里志卻對他並不感興趣。
服裝研究社社員（聲：谷山紀章）
神山高中的男學生，服裝研究社員，衣裝帶有龐克風格。在文化祭中第一個購買《冰菓》文集的顧客，利用服裝研究部社優先入場券跟奉太郎交換他桌上的鋼筆，用作時裝表演時的服裝配飾。
園藝社員（聲：杉山紀彰）
神山高中的男學生，園藝社社員。在文化祭中隨身帶著AK-47及Glock 17造型的水槍，用作撲滅燴蕃薯後的火種，得到奉太郎幫助，以Glock 17水槍作為回禮。
猜謎研究社社長（聲：小伏伸之）
神山高中的男學生，猜謎研究社社長，文化祭時在猜謎比賽中擔任司儀。
猜謎研究社副社長（聲：日笠陽子）
神山高中的女學生，猜謎研究社副社長，文化祭時在猜謎比賽中擔任主持人。
清水紀子（聲：內山夕實）
神山高中3年E班的女學生，在文化祭時參與猜謎比賽中決賽的獲勝者。
後藤直樹（聲：宮下榮治）
神山高中的男學生，在文化祭時參與猜謎比賽中決賽的選手。
御料理研究社社長（聲：杉田智和）
神山高中的男學生，御料理研究社社長，在文化祭時負責解說野火料理大賽。
御料理研究社副社長（聲：平川大輔）
神山高中的男學生，御料理研究社副社長，在文化祭時負責主持野火料理大賽。
點心製作研究社社員（聲：伊藤加奈惠、升望）
神山高中的女學生，點心研究社成員，在文化祭時使用兩包餅乾與一袋麵粉跟奉太郎交換水槍與社刊。
田山和哉（聲：岸尾大輔）
神山高中2年级的男学生，魔術研究社社長。
長井香（聲：近野明日香）
神山高中1年级的女学生，魔術研究社成員。
高村洋一
神山高中1年B班的男学生，魔術研究社成員。
吉野康邦（聲：吉野裕行）
神山高中的男學生，廣播社社長，文化祭第三天邀請千反田來廣播社進行全校廣播。
漫畫研究社其他社員
邊見（聲：壽美菜子）
神山高中女學生，漫畫研究社社員，在社團內與伊原對立。
木村（聲：竹達彩奈）
神山高中女學生，漫畫研究社社員，伊原在社團內的朋友。外型是褐色頭髮綁著雙馬尾辮子。
松代（聲：悠木碧）
神山高中女學生，漫畫研究社社員，在社團內與伊原對立。
森（聲：三上枝織）
神山高中女學生，漫畫研究社社員，伊原在社團內的朋友。
飯塚（聲：三上枝織）
神山高中女學生，漫畫研究社社員，在社團內與伊原對立。
有吉（聲：北方奈月）
神山高中女學生，漫畫研究社社員，在社團內與伊原對立。
小野寺（聲：近野明日香）
神山高中女學生，漫畫研究社社員，伊原在社團內的朋友。
澤井（聲：內山夕實）
神山高中女學生，漫畫研究社社員，在社團內與伊原對立。在文化祭時刻意將顏料水潑至伊原身上。
明石（聲：會一太郎）
神山高中男學生，漫畫研究社社員。

#### 第四作
※ 系列小說第四部《繞遠路的雛偶》的登場人物，此部小說為短篇集；動畫版為第6〜7集、第19〜22集中登場。
〈犯下原罪〉（動畫第6集）
尾道老師（Omichi Sensei，聲：山崎巧）
神山高中數學老師，負責1年級A〜D班的四個班教學，以對學生嚴厲而有名。
佐山、井上（聲：三上枝織、近野明日香）
神山高中1年B班的女學生，奉太郎的同班同學。
〈初见真身〉（動畫第7集）
善名梨繪（Zenna Rie，聲：豐崎爱生）
家族在財前村經營民宿「青山莊」（原作為「西山庄」）。摩耶花的姪女，嘉代的姊姊。小學六年級生，頭上綁著雙馬尾，大大的雙瞳配戴著無框眼鏡，臉上總是掛著爛漫的笑容，總體給人活力十足的感覺。無論是水杯也好，廣播體操卡片也好，凡是自己的東西梨繪都會清楚明確地作出標記。
善名嘉代（Zenna Kayo，聲：小仓唯）
家族在財前村經營民宿「青山莊」（原作為「西山庄」）。摩耶花的姪女，梨繪的妹妹。小學四年級生，與姊姊的氣場相反，嘉代性格內向害羞，個子較矮小，樣子柔弱，但一直很認真地每朝都會參加廣播體操。曾偷偷穿著了姊姊梨繪的浴衣，在梨繪他們講鬼故事時出去參加夏日祭典，卻不幸被一場突如其來的驟雨打濕了浴衣，在本館二樓把浴衣晾乾時更弄出上吊人影的疑雲。
〈手工巧克力事件〉（動畫第21集）
工藝社員（聲：川原慶久）
神山高中的男學生，工藝社社員。
中山（聲：悠木碧）
神山高中的女學生，天文社社員。
小田（聲：宮下榮治）
神山高中的男學生，天文社社員。
吉原（聲：會一太郎）
神山高中的男學生，天文社社員。
〈繞遠路的雛偶〉（動畫第22集）
吉田竹藏（聲：永井一郎）
負責生雛祭籌備事務的歸納人，白頭髮的老人男性，性格非常嚴厲，認為奉太郎很可靠。
小成（聲：諏訪部順一）
負責生雛祭的男佣人，茶髮的年輕男性，喜愛攝影，在大阪的專門學校就讀。被折木和千反田推理出为了让游行队伍经过恰好提早开花的樱花树，而偷偷让施工队对桥梁开工维修来迫使游行队伍绕路。
其他負責生雛祭的男佣人
花井（聲：石塚運昇）
吹屋（聲：西村知道）
谷本（聲：千葉繁）
中竹（聲：二又一成）
園（聲：田中正彦）

#### 第五作
※ 系列小說第五部《兩人距離的概算》的登場人物，此部小說未制成動畫。此書時間比《冰菓》遲一年。
相倉直也
神山高中一年級新生，曾與阿川佐知在新生宣誓上擔任代表。
阿川佐知
神山高中一年級新生，曾與相倉直也在新生宣誓上擔任代表。鏑矢中學畢業生，中學時期曾擔任保健委員長。

#### 第六作
※ 系列小說第六部《遲來的羽翼》的登場人物，此部小說為短篇集。
〈那些沒映照在鏡子裡的〉
鳥羽麻美
神山高中的女學生，攝影社社員。鏑矢中學畢業生。稱奉太郎為「英雄」。
〈群峰是否天晴〉（動畫第18集登場）
小木正清（聲：遊佐浩二（日本，CD廣播劇版））
折木﹑里志﹑摩耶花等人在中學時的英文老師。登山專家，神山山岳會團長。自稱曾被雷電擊中過三次，里志稱為「驚異的小木傳說」。
中村、丸田（聲：三上枝織、岡田幸子（日本）；傅暐霖、李明幸（台灣））
圖書館的女管理員。

## 用語
原作中所提到過或出現過的地點
神山市
本故事系列的主舞台，原型為岐阜縣高山市，許多建築物與場景都能在故事中發現或提及。
這個城市被海拔超過三千米的神垣內峰巒包圍，由於延棉不絕的山脈可以遮閉空氣的流動，因此神山市這邊的地區同峰巒另一邊地區的天氣可以截然不同。
進位四名門
神山市市內的老貴族中的四大名門，由於四家的姓氏頭一個字剛好順著進位規律，所以被稱為進位四名門。
按影響力大小排序為「荒楠神社十文字、書店世家百日紅、富農家族千反田、山林地主萬人橋」。
能與其相提並論的新貴族就只有經營醫院的入須家族，及位居教育界權威的遠垣內家族。
暮成枯骨
摩耶花最喜愛並擁有的一本漫畫，署名「安心院鐸玻」所創作，和發生於文化祭的十文字事件有某種密切關聯。
神山高中
坐落於神山市內，簡稱「神高」。在校學生約一千人左右，在地區中算是升學率比較高的學校。
文化系的社團活動非常活躍，每年秋季開始的文化祭同其他學校比起來盛況空前，乃是其一大特色。
原型為岐阜縣高山市的岐阜縣立斐太高等學校，其校訓為「切磋琢磨、確乎不拔」。
古籍研究社（Kotenbu）
因為社員全數畢業而瀕臨廢社的古老社團，後由新生折木奉太郎、千反田愛瑠、福部里志、伊原摩耶花重新組成。課團活動不明。
KANYA祭
神山高中文化祭之俗稱。實指「關谷祭」，肇因當時愛瑠的舅舅關谷非自願被推出來替文化祭爭取權益，在稱作「六月鬥爭」的學生運動過程中擦槍走火，學校武術道場發生火災，關谷遭退學處分、成了代罪羔羊。不知真相的後進學生以此名稱紀念『溫和的英雄』，但對知情人士來說是個絕對不會用的稱呼。
原為連續五天、現改為三天的盛大祭典，原則上禁止設立跟傳統高中文化祭一樣的攤位，因此各社團發展出了各種豐富的慶祝活動，也是該校的一大特色。
六月鬥爭
三十三年前（电视动画中改為四十五年前）由神山高中全體學生共同發起的學生運動。
1967年（昭和42年度）4月12日，英田助（Aida Tasuku）校長發表的一席話「要加強重視學業」成為整件事的導火線。其後，校方單方面將為期五日的文化祭縮短至兩日，並安排在假日舉辦。此舉無疑令學生感到「自主性受到侵害」，各人大為鼓噪，騷動亦一觸即發。期間雖然成立了反對文化祭縮短的相關組織，然而真正負責統籌及指揮的人拒絕公開身份，其他人亦因為害怕受到校方處分，以致領袖一角懸空，最終以抽籤的結果決定由關谷純出任。但隨著成功阻止文化祭的縮短，事情並無因此而告一段落。醞釀多時的緊張氣氛仍然持續，學生的反抗行為更有愈演愈烈的趨勢，除了集體罷課，更在情緒激昂時燃點營火以壯聲勢，中途卻釀成火災將道場焚毀。同年的六月三十日，校方與學生就火災一事於「文化祭思考大會」上進行磋商，雖則校方沒有讓警方介入，也妥協不更動文化祭日數，但表明終須有人為事件承擔全部的責任，對其予以退學處分，以起殺一儆百之效。因此，身為「名義上的領導人」關谷純就自然成為了全校學生的擋箭牌（牺牲品），於事件的四個月後（即同年十月）被立令退學。
直至《氷菓最新号》發行為止，此事僅於文集《冰菓》第二期的序言、1968年發行的《團結與禮炮 第一期》﹑《神高月報》的舊刊及《神山高校近五十年的事跡記錄》中被約略記載。
鳳梨三明治（Pineapple Sand）
神山市的一所咖啡店，店內布滿以深褐色為基調、富歐洲韻味的雅緻裝飾，店面不大，不過招牌很顯眼。
特色是有折木知道的咖啡館中嘗過的最酸的吉力馬札羅咖啡。《冰菓》中折木與千反田第一次在校外會面的地方。
在《兩人距離的概算》一書中已搬家。原型為岐阜縣高山市的bagpipe（バグパイプ）
一二三
神山市的一所傳統式的茶館，入須冬實約出奉太郎見面的地方。
原型為岐阜縣高山市的喫茶一二三。
折木家前方的神社
原型為岐阜縣高山市的一本杉白山神社。
千反田家
原型為靜岡縣掛川市的加茂花菖蒲園。
北小學校
原型為岐阜縣高山市的北小學校。
戀合醫院
為入須家所開設的醫院。
原型為岐阜縣高山市的久美愛厚生病院。
神山圖書館
在《群峰是否天晴（連峰は晴れているか）》中，折木和千反田所去的圖書館。
原型為岐阜縣高山市的高山市立圖書館-煥章館。
荒楠神社
為十文字家所經營的神社。
原型為岐阜縣高山市的飛驒山王宫日枝神社。
水梨神社
原型為岐阜縣高山市的飛驒一宮水無神社。
遊行隊伍所經過的櫻花樹
原型為岐阜縣高山市的臥龍櫻。
片头曲中出現的宮川朝市
原型為岐阜縣高山市的宮川朝市。
片头曲中出現的木拱橋
原型為岐阜縣高山市的彌生橋。
動畫中古典社一行人前往溫泉合宿的開頭，在巴士上，里志有提到巨大鰻魚——哈斯——所在的濱名湖。
原型就是指靜岡縣濱松市的著名景點-濱名湖觀光區，著名產物就是湖內的野生鰻魚。

## 小說

### 系列書籍
| 卷數 | 日文標題 | 繁中標題           | 簡中标题           | 插圖                                                                         | 日本出版叢書    | 角川書店               | 角川書店               | 獨步文化      | 獨步文化               | 天聞角川      | 天聞角川               | 備註          |
| 卷數 | 日文標題 | 繁中標題           | 簡中标题           | 插圖                                                                         | 日本出版叢書    | 發售日期               | ISBN                   | 發售日期      | ISBN                   | 發售日期      | ISBN                   | 備註          |
| ---- | -------- | ------------------ | ------------------ | ---------------------------------------------------------------------------- | --------------- | ---------------------- | ---------------------- | ------------- | ---------------------- | ------------- | ---------------------- | ------------- |
| 1    |          | 冰菓               | 冰菓               | 清水厚（封面） 上杉久代                                                      | 角川Sneaker文庫 | 2001年10月31日         | ISBN 978-4-04-427101-5 | 2011年8月16日 | ISBN 978-986-60430-1-7 | 2013年6月5日  | ISBN 978-7-5356-6219-4 | [ 23 ] [ 24 ] |
| 2    |          | 愚者的片尾         | 愚者的片尾         | 清水厚（封面） 高野音彥（卷首插圖） 岩郷重力＋WONWER WORKZ。（卷首插圖設計） | 角川Sneaker文庫 | 2002年7月31日          | ISBN 978-4-04-427102-2 | 2012年5月31日 | ISBN 978-986-60432-4-6 | 2013年8月20日 | ISBN 978-7-5356-6357-3 | [ 25 ] [ 26 ] |
| 3    |          | 庫特利亞芙卡的順序 | 库特利亚芙卡的排序 | 遊空龍+WONDER WORKZ。                                                        | 角川書店        | 2005年6月30日          | ISBN 978-4-04-873618-3 | 2013年1月29日 | ISBN 978-986-60434-2-0 | 2013年11月5日 | ISBN 978-7-5356-6621-5 | [ 27 ]        |
| 3    |          | 庫特利亞芙卡的順序 | 库特利亚芙卡的排序 | 岩郷重力＋WONDER WORKZ。（插圖設計）                                         | 角川文庫        | 2008年5月24日          | ISBN 978-4-04-427103-9 | 2013年1月29日 | ISBN 978-986-60434-2-0 | 2013年11月5日 | ISBN 978-7-5356-6621-5 | [ 28 ]        |
| 4    |          | 繞遠路的雛偶       | 绕远路的雏人偶     | 岩郷重力＋WONDER WORKZ。 K･S 祥                                              | 角川書店        | 2007年10月3日          | ISBN 978-4-04-873811-8 | 2013年8月20日 | ISBN 978-986-60435-6-7 | 2014年2月20日 | ISBN 978-7-5356-6760-1 | [ 29 ]        |
| 4    |          | 繞遠路的雛偶       | 绕远路的雏人偶     | 角川文庫                                                                     | 2010年7月24日   | ISBN 978-4-04-427104-6 | [ 30 ]                 | 2013年8月20日 | ISBN 978-986-60435-6-7 | 2014年2月20日 | ISBN 978-7-5356-6760-1 |               |
| 5    |          | 兩人距離的概算     | 两人距离的概算     | 北澤平祐（封面） 岩鄉重力 WONDER WORKZ。                                     | 角川書店        | 2010年6月25日          | ISBN 978-4-04-874075-3 | 2013年11月5日 | ISBN 978-986-60436-5-9 | 2014年6月15日 | ISBN 978-7-5500-0967-7 | [ 31 ]        |
| 5    |          | 兩人距離的概算     | 两人距离的概算     | 角川文庫                                                                     | 2012年6月22日   | ISBN 978-4-04-100325-1 | [ 32 ]                 | 2013年11月5日 | ISBN 978-986-60436-5-9 | 2014年6月15日 | ISBN 978-7-5500-0967-7 |               |
| 6    |          | 遲來的羽翼         | 迟来的翅膀         | 清水厚（封面） 岩郷重力（书本设计）                                          | 角川書店        | 2016年11月30日         | ISBN 978-4-04-104761-3 | 2018年2月1日  | ISBN 978-986-95724-6-0 | 2017年7月15日 | ISBN 978-7-5500-2277-5 | [ 33 ]        |
| 6    |          | 遲來的羽翼         | 迟来的翅膀         | 角川文庫                                                                     | 2019年6月14日   | ISBN 978-4-04-108164-8 |                        | 2018年2月1日  | ISBN 978-986-95724-6-0 | 2017年7月15日 | ISBN 978-7-5500-2277-5 |               |

### 雜誌刊登短篇
- 人影在獨白（影法師は独白する）（初出：輕小說雜誌 2002年4月号，2002年2月28日發行）

收錄進入單行本後標題改為『看過正體後』（正体見たり）
- 注意到的人是？（心あたりのある者は）（初出：小說雜誌 37号 2006年12月号，2006年11月11日發行）
- 手製巧克力事件（手作りチョコレート事件）（初出：小說雜誌 39号 2007年2月号，2007年1月12日發行）
- 犯下大罪（大罪を犯す）（初出：小說雜誌 41号 2007年4月号，2007年3月12日發行）
- 謹賀開門（あきましておめでとう）（初出：小說雜誌 43号 2007年6月号，2007年5月12日發行）
- 該做的事儘快做（やるべきことなら手短に）（初出：小說雜誌 45号 2007年8月号，2007年7月12日發行）
- 連峰是否天晴（連峰は晴れているか）（初出：小說雜誌 56号 2008年7月号，2008年6月12日發行）
- 兩人距離的概算（ふたりの距離の概算）（初出：小說雜誌 72号 2009年11月号（2009年10月13号发行）至77号 2010年4月号（2010年3月12号发行））
- 那些沒映照在鏡子裡的（鏡には映らない）（初出：小說雜誌 105号 2012年8月号，2012年7月12日發行）
- 漫長假日（長い休日）（初出：小說雜誌 120号 2013年11月号，2013年10月12日發行）
- 遲來的羽翼 上篇（いまさら翼といわれても（前編））（初出：小說雜誌 146号 2016年1月号，2015年12月12日發行）
- 遲來的羽翼 下篇（いまさら翼といわれても（後編））（初出：小說雜誌 147号 2016年2月号，2016年1月12日發行）
- 箱中的欠缺（箱の中の欠落）（初出：小說雜誌  Vol.20 2016年9月号，2016年8月10日發行）
- 我們的傳說的一冊（わたしたちの伝説の一冊）（初出：小說雜誌  Vol.21 2016年10月号，2016年9月10日發行）
- 虎與蟹，或是折木奉太郎的殺人 （虎と蟹、あるいは折木奉太郎の殺人）（初出：单行本雜誌  2017年10月13日發行）
- 三個秘密，或是“星之谷杯的籌備停滯中到底發生了什麼”會議 （三つの秘密、あるいは星ヶ谷杯準備滞ってるんだけど何かあったの会議）（初出：小說雜誌 224号 2022年7月号，2022年6月25日發行）

### 英文副標
《Sneaker mystery 俱乐部》旗下的作品都会有附加的英文标题。其中《冰菓》、《愚者的片尾》分别以“HYOUKA”、“Why didn't she ask EBA?”作为英文名。移籍角川文庫之后英文标题也同样得到延续。甚至连以单行本出版的作品，在文库化之时也被添上相应英文名。（此后第28版发行的《冰菓》英文标题另更改为“The niece of time”）。
1. 冰菓：HYOUKA（冰菓）→You can't escape（你无法逃避）→The niece of time（时间的外甥女）[35]
2. 愚者的片尾：Why didn't she ask EBA?（为什么不找江波？）[36]
3. 庫特利亞芙卡的順序：Welcome to KANYA FESTA!（欢迎来到KANYA祭）
4. 繞遠路的雛偶：Little birds can remember（未能忘记的雏鸟）[37]
5. 兩人距離的概算：It walks by past（昔日之行）[38]
6. 遲來的羽翼：Last seen bearing[39]

## 電視動畫
本作於2011年11月宣佈動畫化，取系列第一部《冰菓》為名，由京都動畫製作，2012年4月22日開始播放，劇情為系列前四卷內容。2012年7月8日在「古典部USTREAM」先行網路播出第11.5話，後於2013年1月12日隨漫畫單行本第三卷限量版發售。
主要製作人員方面，與2003年的《驚爆危機？校園篇》和2005年的《驚爆危機 The Second Raid》相同，由武本康弘執導，賀東招二擔任劇本統籌。

### 製作人員
- 原作、構成協力：米澤穗信
- 企劃：安田猛（角川書店）、八田陽子（京都動畫）、武智恆雄（Klock Worx）、井上俊次（Lantis）
- 導演：武本康弘
- 劇本統籌：賀東招二
- 角色原案、角色設計、總作畫監督：西屋太志[43]
- 色彩設計：石田奈央美
- 美術監督：奧出修平
- 製作設定：唐田洋
- 攝影監督：中上龍太
- 剪接：重村建吾（樂音舍）
- 音樂：田中公平
- 音樂制作人：齋藤滋（Lantis）
- 音樂製作：Lantis
- 音樂製作協力：IMAGINE
- 音響監督：鶴岡陽太（樂音舍）
- 音響製作：樂音舍
- 執行制作人：安田猛（角川書店）
- 制作人：伊藤敦（角川書店）、八田英明（京都動畫）
- 動畫制作人：瀨波里梨（京都動畫）
- 動畫製作：京都動畫
- 動畫製作協力：Animation Do
- 製作：神山高中古典部畢業學生會（角川書店、京都動畫、Lantis、KlockWorx）

### 歌曲音樂
本作使用的古典音樂為佛瑞的《西西里舞曲》、巴哈的《G弦上的詠嘆調》、《G大調第一無伴奏大提琴組曲前奏曲》、貝多芬的《月光奏鳴曲第一樂章、第三樂章》作為背景音樂。
片頭曲
（第1話－第11.5話）
作詞：こだまさおり，作曲、編曲：宮崎誠，主唱：ChouCho
（第12話－第22話）
作詞、主唱：，作曲、編曲：中山真斗
- 第3話、第5話、第9話、第12話、第17話、第21話TV版沒有片頭曲。

片尾曲
（第2話－第11.5話）
作詞：，作曲、編曲：岡本健介，主唱：千反田愛瑠（佐藤聰美）、伊原摩耶花（茅野愛衣）
（第12話－第22話）
作詞：，作曲、編曲：高田曉，主唱：千反田愛瑠（佐藤聰美）、伊原摩耶花（茅野愛衣）
- 第1話、第5話、第15話、第17話、第19話TV版沒有片尾曲。

插曲
「ひとり」（第12話）
作詞、作曲：村上哲也
（第12話）
作詞：永六輔，作曲：中村八大

### 各話列表
| 話數             | 日文標題 | 中文標題                   | 劇本       | 分鏡       | 演出              | 作畫監督   | 過場 （節氣） | 原作                                                                                       |
| ---------------- | -------- | -------------------------- | ---------- | ---------- | ----------------- | ---------- | ------------- | ------------------------------------------------------------------------------------------ |
| 第1話            |          | 深具傳統的古籍研究社之重生 | 賀東招二   | 武本康弘   | 武本康弘          | 西屋太志   | 清明          | 《冰菓》 * 來自貝拿勒斯的信 * 深具傳統的古籍研究社之重生 《繞遠路的雛偶》 * 該做的事盡快做 |
| 第2話            |          | 值得誇耀的古籍研究社之活動 | 賀東招二   | 武本康弘   | 內海紘子          | 門脇未來   | 立夏          | 《冰菓》同名章節                                                                           |
| 第3話            |          | 另有隱情的古籍研究社之後裔 | 村元克彥   | 石立太一   | 石立太一          | 秋竹齊一   | 小滿          | 《冰菓》 * 另有隱情的古籍研究社之後裔 * 其來有自的古籍研究社之封印                         |
| 第4話            |          | 綻放榮光的古籍研究社之過往 | 江上美幸   | 河浪榮作   | 河浪榮作          | 池田和美   | 芒種          | 《冰菓》同名章節                                                                           |
| 第5話            |          | 走過歷史的古籍研究社之真相 | 賀東招二   | 三好一郎   | 三好一郎          | 堀口悠紀子 | 夏至          | 部分原創 《冰菓》 * 走過歷史的古籍研究社之真相 * 寄往塞拉耶佛的信                          |
| 第6話            |          | 犯下大罪                   | 西岡麻衣子 | 坂本一也   | 坂本一也          | 高橋博行   | 小暑          | 《繞遠路的雛偶》同名章節                                                                   |
| 第7話            |          | 看見真貌                   | 蘆田杉彥   | 內海紘子   | 內海紘子          | 門脇未來   | 立秋          | 《繞遠路的雛偶》同名章節                                                                   |
| 第8話            |          | 去試映會吧!                | 西岡麻衣子 | 北之原孝將 | 北之原孝將        | 丸木宣明   | 處暑          | 《愚者的片尾》 * 參加試映會                                                                |
| 第9話            |          | 古丘廢村殺人事件           | 賀東招二   | 山田尚子   | 山田尚子          | 植野千世子 | 處暑          | 《愚者的片尾》 * 古丘廢村凶殺案 * 不可見的入侵 * Bloody Beast                                |
| 第10話           |          | 萬人的死角                 | 賀東招二   | 坂本一也   | 坂本一也          | 高橋博行   | 處暑          | 《愚者的片尾》同名章節                                                                     |
| 第11話           |          | 愚者的終幕                 | 西岡麻衣子 | 河浪榮作   | 河浪榮作          | 引山佳代   | 處暑          | 部分原創 《愚者的片尾》 * 不去慶功宴 * 片尾字幕                                            |
| 第11.5話 （OVA） |          | 應有之物                   | 武本康弘   | 太田香     | 太田香            | 堀口悠紀子 | 白露          | 原創 * Ustream先行網路播出 * 隨漫畫第三卷發售                                              |
| 第12話           |          | 堆積如山的那玩意           | 村元克彥   | 小川太一   | 小川太一          | 内藤直     | 秋分          | 《庫特利亞芙卡的順序》                                                                     |
| 第13話           |          | 暮成枯骨                   | 江上美幸   | 北之原孝將 | 北之原孝將        | 丸木宣明   | 秋分          | 《庫特利亞芙卡的順序》                                                                     |
| 第14話           |          | WILD FIRE                  | 村元克彥   | 山田尚子   | 山田尚子          | 植野千世子 | 秋分          | 《庫特利亞芙卡的順序》                                                                     |
| 第15話           |          | 十文字事件                 | 賀東招二   | 內海紘子   | 內海紘子          | 門脇未來   | 秋分          | 《庫特利亞芙卡的順序》                                                                     |
| 第16話           |          | 最後的目標                 | 西岡麻衣子 | 坂本一也   | 坂本一也          | 高橋博行   | 秋分          | 《庫特利亞芙卡的順序》                                                                     |
| 第17話           |          | 庫特利亞芙卡的順序         | 賀東招二   | 石立太一   | 石立太一          | 內藤直     | 秋分          | 《庫特利亞芙卡的順序》                                                                     |
| 第18話           |          | 群峰是否天晴               | 蘆田杉彥   | 北之原孝將 | 北之原孝將        | 丸木宣明   | 寒露          | 《遲來的羽翼》同名章節                                                                     |
| 第19話           |          | 心裡有數的人               | 江上美幸   | 小川太一   | 小川太一          | 秋竹齊一   | 霜降          | 《繞遠路的雛偶》同名章節                                                                   |
| 第20話           |          | 新年快樂                   | 江上美幸   | 太田香     | 太田香            | 鴨居知世   | 冬至          | 《繞遠路的雛偶》同名章節                                                                   |
| 第21話           |          | 手作巧克力事件             | 西岡麻衣子 | 內海紘子   | 內海紘子          | 門脇未來   | 立春          | 《繞遠路的雛偶》同名章節                                                                   |
| 第22話           |          | 繞遠路的雛偶               | 賀東招二   | 武本康弘   | 武本康弘 石立太一 | 西屋太志   | 春分          | 《繞遠路的雛偶》同名章節                                                                   |

### 播放地區
日本深夜動畫：下文記載的日本国内播放時間使用日本標準時間（UTC+9）表示。因為部分時間标识會採用30小时制，因此請留意这类超过24:00的时间，其實際播放時間為翌日清晨。
| 播放地區 | 播放電視台   | 播放日期                   | 播放時間（UTC+9）         | 所屬聯播網         | 備註       |
| -------- | ------------ | -------------------------- | ------------------------- | ------------------ | ---------- |
| 千葉縣   | 千葉電視台   | 2012年4月22日－9月16日     | 星期日 24時00分－24時30分 | 独立UHF局          |            |
| 埼玉縣   | 埼玉電視台   | 2012年4月22日－9月16日     | 星期日 25時00分－25時30分 | 独立UHF局          |            |
| 福岡縣   | TVQ九州放送  | 2012年4月22日－9月16日     | 星期日 26時30分－27時00分 | 東京電視網         |            |
| 神奈川縣 | 神奈川電視台 | 2012年4月23日－9月17日     | 星期一 25時00分－25時30分 | 独立UHF局          |            |
| 京都府   | KBS京都      | 2012年4月23日－9月17日     | 星期一 25時00分－25時30分 | 独立UHF局          |            |
| 兵庫縣   | SUN電視台    | 2012年4月24日－9月18日     | 星期二 24時00分－24時00分 | 独立UHF局          |            |
| 岐阜縣   | 岐阜放送     | 2012年4月25日－9月19日     | 星期三 24時15分－24時45分 | 独立UHF局          |            |
| 東京都   | TOKYO MX     | 2012年4月25日－9月19日     | 星期三 24時30分－25時00分 | 独立UHF局          |            |
| 三重縣   | 三重電視台   | 2012年4月27日－9月21日     | 星期五 25時50分－26時20分 | 独立UHF局          |            |
| 日本全域 | BS11         | 2012年4月27日－9月21日     | 星期五 27時00分－27時30分 | 独立UHF局 衛星電視 | ANIME+節目 |
| 日本全域 | AT-X         | 2013年9月9日－2014年2月3日 | 星期一 22時00分－22時30分 | 衛星電視           | 有重播     |

| 播放地區 | 播放電視台 | 播放日期               | 當地播放時間                                  | 所屬聯播網  | 備註             |
| -------- | ---------- | ---------------------- | --------------------------------------------- | ----------- | ---------------- |
| 香港     | Animax     | 2013年7月3日－8月2日   | 星期一至五 21:00－21:30                       | 有線電視    | UTC+8 有重播時段 |
| 臺灣     | Animax     | 2013年8月30日－9月21日 | 國語：每天19:30－20:00 日語：每天23:30－24:00 | 有線電視    | UTC+8 有重播時段 |
| 臺灣     | Animax HD  | 2015年4月15日－5月7日  | 每天20:30－21:00 國、日語雙聲道               | 中華電信MOD | UTC+8 有重播時段 |

### 藍光DVD
| 卷數   | 發售日         | 收錄話                 | 規格編號      | 規格編號   | 規格編號   |
| 卷數   | 發售日         | 收錄話                 | Blu-ray限定版 | DVD限定版  | DVD通常版  |
| ------ | -------------- | ---------------------- | ------------- | ---------- | ---------- |
| 1      | 2012年6月29日  | 第1話－第2話           | KAXA-5001     | KABA-10086 | KABA-10097 |
| 2      | 2012年7月27日  | 第3話－第4話           | KAXA-5002     | KABA-10087 | KABA-10098 |
| 3      | 2012年8月31日  | 第5話－第6話           | KAXA-5003     | KABA-10088 | KABA-10099 |
| 4      | 2012年9月28日  | 第7話－第8話           | KAXA-5004     | KABA-10089 | KABA-10100 |
| 5      | 2012年10月26日 | 第9話－第10話          | KAXA-5005     | KABA-10090 | KABA-10101 |
| 6      | 2012年11月30日 | 第11話－第12話         | KAXA-5006     | KABA-10091 | KABA-10102 |
| 7      | 2012年12月28日 | 第13話－第14話         | KAXA-5007     | KABA-10092 | KABA-10103 |
| 8      | 2013年1月25日  | 第15話－第16話         | KAXA-5008     | KABA-10093 | KABA-10104 |
| 9      | 2013年2月22日  | 第17話－第18話         | KAXA-5009     | KABA-10094 | KABA-10105 |
| 10     | 2013年3月29日  | 第19話－第20話         | KAXA-5010     | KABA-10095 | KABA-10106 |
| 11     | 2013年4月26日  | 第21話－第22話         | KAXA-5011     | KABA-10096 | KABA-10107 |
| BD-BOX | 2015年2月27日  | 第1話－第22話+TV未放送 | KAXA-9806     | -          | -          |

### CD專輯
| 發售日         | 名稱                   | 商品編號                                  |
| -------------- | ---------------------- | ----------------------------------------- |
| 2012年5月2日   | 優しさの理由           | LACM-34919(初回限定盤) LACM-4919(通常盤)  |
| 2012年8月8日   | flyleaf                | LACA-35224(初回限定盤) LACA-15224(通常盤) |
| 2012年5月23日  | まどろみの約束         | LACM-4936                                 |
| 2012年6月27日  | 古典部の屈託           | LACM-4945                                 |
| 2012年8月8日   | 未完成ストライド       | LACM-4955                                 |
| 2012年8月22日  | 君にまつわるミステリー | LACM-4975                                 |
| 2012年8月22日  | 氷菓ドラマCD Vol.1     | LACA-15227                                |
| 2012年10月10日 | 氷菓ドラマCD Vol.2     | LACA-15242                                |

### 廣播劇集
BD/DVD收錄的廣播劇為該集後續與插曲，部分集數有黃腔，大多是惡搞。
第一卷
- 第一集為動畫第1集的後續，第二集為動畫第2集的插曲。

第二卷
- 第三集為動畫第3集的插曲與惡搞，第四集為動畫第4集的惡搞。

第三卷
- 第五集為動畫第5集的後續與惡搞，第六集為動畫第6集的後續。

第四卷
- 第七集為動畫第7集的惡搞，第八集為動畫第8集的惡搞。

第五卷
- 第九集為動畫第9集的插曲與惡搞，第十集為動畫第10集的惡搞。

第六卷
- 第十三集為動畫第13集的惡搞，第十四集為動畫第14集的惡搞。

第七卷
- 第十五集為動畫第15集的惡搞，第十六集為動畫第16集的惡搞。

第八卷
- 第十七集為動畫第17集的插曲與惡搞，第十八集為動畫第18集的後續與惡搞。

第九卷
- 第十九集為動畫第19集的惡搞，第二十集為動畫第20集的插曲。

第十卷
- 第十一集為動畫第11.5集的插曲與惡搞，第十二集為動畫第12集的插曲與惡搞。

第十一卷
- 第二十一集為動畫第21集的惡搞，第二十二集為動畫第22集的惡搞。

## 漫畫
從輕小說改编，由Taskohna（タスクオーナ）执笔的漫画于2012年1月26日起开始在角川書店的杂志《月刊少年Ace》上连载，漫画的标题也为《氷菓》。

### 各話列表
| 卷數 | 日文話數                                                                      | 中文話數 | 備註                                                                        |
| ---- | ----------------------------------------------------------------------------- | --- | --------------------------------------------------------------------------- |
| 1    | - 第一話 - 第二話 - 第三話 - 第四話                                           | - 第一話 深具傳統的古籍研究社之重生 - 第二話 該做的事情就盡快做完 - 第三話 深具榮耀的古籍研究社之活動① - 第四話 深具榮耀的古籍研究社之活動②                      |                                                                             |
| 2    | - 第五話 - 第六話 - 第七話 - 第八話                                           | - 第五話 另有隱情的古籍研究社之後裔 - 第六話 鑄下大錯 - 第七話 歷史悠久的古籍研究社之封印 - 第八話 光榮燦爛的古籍研究社之往昔                                    |                                                                             |
| 3    | - 第九話 - 第十話 - 第十一話                                                  | - 第九話 走過歷史的古籍研究社之真相 - 第十話 發現真面目 - 第十一話 參加試映會！①                                                                                 | 《冰菓》篇完結 《愚者的片尾》篇開始                                         |
| 4    | - 第十二話 - 第十三話 - 第十四話 - 第十五話                                   | - 第十二話 參加試映會！② - 第十三話 古丘廢村凶殺案 - 第十四話 不可見的入侵 - 第十五話 Bloody Beast                                                               |                                                                             |
| 5    | - 第十六話 - 第十七話 - 第十八話 - 第十九話                                   | - 第十六話 很有料 - 第十七話 萬人的死角 - 第十八話 Why didn't she ask EBA？ - 第十九話 愚者的片尾                                                                | 《愚者的片尾》篇完結                                                        |
| 6    | - 第二十話 - 第二十一話 - 第二十二話 - 第二十三話                             | - 第二十話 該有的東西 - 第二十一話 無法入眠的夜晚 - 第二十二話 無限堆積的那玩意兒① - 第二十三話 無限堆積的那玩意兒②                                              | 《庫特利亞芙卡的順序》篇開始                                                |
| 7    | - 第二十四話 - 第二十五話 - 第二十六話 - 第二十七話 - 第二十八話              | - 第二十四話 超級猜謎大挑戰 - 第二十五話 另一場風暴① - 第二十六話 另一場風暴② - 第二十七話 早晨的風暴 - 第二十八話 野火料理大對決                                |                                                                             |
| 8    | - 第二十九話 - 第三十話 - 第三十一話 - 第三十二話 - 第三十三話                | - 第二十九話 野火料理大對決② - 第三十話 「十文字」事件① - 第三十一話 「十文字」事件② - 第三十二話 「十文字」事件③ - 第三十三話 又是無法入眠的夜晚                |                                                                             |
| 9    | - 第三十四話 - 第三十五話 - 第三十六話 - 第三十七話 - 第三十八話 - 第三十九話 | - 第三十四話 四人四色文化祭① - 第三十五話 四人四色文化祭② - 第三十六話 四人四色文化祭③ - 第三十七話 「十文字」VS古籍研究社 - 第三十八話 落幕① - 第三十九話 落幕② |                                                                             |
| 10   | - 第四十話 - 第四十一話 - 第四十二話                                          | - 第四十話 庫特利亞芙卡的順序 - 第四十一話 連峰天氣晴朗嗎？ - 第四十二話 心裡有數的人                                                                            | 《庫特利亞芙卡的順序》篇完結 〈連峰天氣晴朗嗎？〉於短篇集《遲來的羽翼》收錄 |
| 11   | - 第四十三話 - 第四十四話 - 第四十五話 - 第四十六話                           | - 第四十三話 聖誕節在箱子裡 - 第四十四話 開門快樂① - 第四十五話 開門快樂② - 第四十六話 手作巧克力事件①                                                           |                                                                             |
| 12   | - 第四十七話 - 第四十八話 - 第四十九話 - 第五十話                             | - 第四十七話 手作巧克力事件② - 第四十八話 手作巧克力事件③ - 第四十九話 繞遠路的雛偶① - 第五十話 繞遠路的雛偶②                                                    |                                                                             |
| 13   | - 第五十一話 - 第五十二話 - 第五十三話 - 第五十四話 - 第五十五話              | | 《兩人距離的概算》篇開始                                                    |
| 14   | - 第五十六話 - 第五十七話 - 第五十八話 - 第五十九話                           | | 〈〉於短篇集《遲來的羽翼》收錄                                              |

### 出版書籍
- 米澤穂信（原作）・タスクオーナ（作画）・西屋太志（角色原案）《冰菓》角川書店〈角川Comics Ace〉

| 卷數 | 角川書店                    | 角川書店                                      | 台灣角川       | 台灣角川               | 天闻角川       | 天闻角川               |
| 卷數 | 發售日期                    | ISBN                                          | 發售日期       | ISBN                   | 發售日期       | ISBN                   |
| ---- | --------------------------- | --------------------------------------------- | -------------- | ---------------------- | -------------- | ---------------------- |
| 1    | 2012年4月25日               | ISBN 978-4-04-120270-8                        | 2013年3月20日  | ISBN 978-986-325-265-8 | 2021年1月      | ISBN 978-7-5133-4284-1 |
| 2    | 2012年8月25日               | ISBN 978-4-04-120271-5                        | 2013年4月26日  | ISBN 978-986-325-325-9 | 2021年1月      | ISBN 978-7-5133-4284-1 |
| 3    | 2013年1月12日 2013年1月25日 | ISBN 978-4-04-120273-9 ISBN 978-4-04-120272-2 | 2013年8月16日  | ISBN 978-986-325-524-6 | 2021年4月      | ISBN 978-7-5133-4387-9 |
| 4    | 2013年6月26日               | ISBN 978-4-04-120740-6                        | 2014年2月14日  | ISBN 978-986-325-803-2 | 2021年4月      | ISBN 978-7-5133-4387-9 |
| 5    | 2013年9月26日               | ISBN 978-4-04-120882-3                        | 2014年5月17日  | ISBN 978-986-325-971-8 | 2021年8月      | ISBN 978-7-5140-2245-2 |
| 6    | 2014年4月26日               | ISBN 978-4-04-121096-3                        | 2014年11月21日 | ISBN 978-986-366-236-5 | 2021年8月      | ISBN 978-7-5140-2245-2 |
| 7    | 2014年7月26日               | ISBN 978-4-04-101749-4                        | 2015年4月23日  | ISBN 978-986-366-442-0 | 2021年11月     | ISBN 978-7-5583-3045-2 |
| 8    | 2015年1月26日               | ISBN 978-4-04-101750-0                        | 2015年11月16日 | ISBN 978-986-366-819-0 | 2021年11月     | ISBN 978-7-5583-3045-2 |
| 9    | 2015年8月26日               | ISBN 978-4-04-103588-7                        | 2016年4月20日  | ISBN 978-986-473-060-5 | 2021年12月     | ISBN 978-7-5583-3044-5 |
| 10   | 2016年7月26日               | ISBN 978-4-04-103589-4                        | 2017年5月24日  | ISBN 978-986-473-691-1 | 2021年12月     | ISBN 978-7-5583-3044-5 |
| 11   | 2017年10月26日              | ISBN 978-4-04-103590-0                        | 2018年8月23日  | ISBN 978-957-564-364-5 | 2022年4月      | ISBN 978-7-5583-3188-6 |
| 12   | 2019年5月25日               | ISBN 978-4-04-103591-7                        |                |                        | 2022年4月      | ISBN 978-7-5583-3188-6 |
| 13   | 2020年10月25日              | ISBN 978-4-04-109730-4                        |                |                        | 2023年6月5日   | ISBN 978-7-5583-3538-9 |
| 14   | 2022年3月25日               | ISBN 978-4-04-112386-7                        |                |                        | 2023年6月5日   | ISBN 978-7-5583-3538-9 |
| 15   | 2023年7月26日               | ISBN 978-4-04-114116-8                        |                |                        | 2024年10月下旬 | ISBN 978-7-5583-4497-8 |

### Mini冰菓
《Mini冰菓—小千反田的日常》由台灣繪師SANA.C执笔，2013年9月27日起在台灣角川《FORCE原力誌》连载，2014年8月1日移籍電子漫畫網站《ComicWalker》繼續連載。
故事簡介
原本15歲的愛瑠，某天忽然變成了6歲的小女孩。奉太郎忽然在學校遇見了只有6歲的愛瑠，卻發現除了他以外的人對於「愛瑠是個6歲的天才跳級生」這件事習以為常，只有他留有「愛瑠是個15歲的高中生」的記憶。面對變成6歲後好奇心更加旺盛的愛瑠，奉行節能主義的奉太郎該如何招架？

## 真人電影
2016年2月24日來自KADOKAWA發表的2016～17年作品陣容表示正在執行真人電影企劃中，證明與另一部在同年1月播出的推理電視動畫《春&夏事件簿》共同決定改編成真人電影，於2017年11月3日上映。

## 外部連結
- 米澤穗信〈古籍研究社〉系列（日語）
- 動畫官方網站 （页面存档备份，存于）（日語）
- 京都動畫 動畫官方網站 （页面存档备份，存于）（日語）